# Венцель, Иоганн
Иоганн Венцель (нем. Johann Wenzel; 9 марта 1902, Нидау, Германская империя (ныне — Нидово, Поморское воеводство, Польша) — 2 февраля 1969, Берлин) — советский разведчик, радист резидентуры «Красная капелла».

## Биография
Иоганн родился в крестьянской семье в деревне Нидау (ныне — Нидово; в районе Мариенбурга/Мальборка) (в то время — Германская империя, ныне — Польша). После школы учился, а потом и работал кузнецом, слесарем на шахте в Руре и на крупповском заводе в Эссене, ещё в юности он увлекся марксистскими идеями, участвовал в рабочих и коммунистических движениях. В 1922 году он вступил в Коммунистическую партию Германии. Работал на разных заводах и на предприятиях в Берлине. Выполнял ответственные партийные задания, прежде всего по линии организации «Ротфронт», в районе Берлин — Бранденбург. В период с 1931 по 1932 год — на партийной работе в Гамбурге, Бремене, Эссене, Дюссельдорфе и Кёльне. После месячного тюремного заключения в начале 1932 года перешёл на нелегальное положение.
C 1934 года — советский военный разведчик в Германии. Прошёл спецподготовку и в совершенстве овладел радиоделом. Владел русским, французским, английским и голландским языками. С 1937 по 1940 год возглавлял разведывательную группу в Бельгии. Для выполнения задания неоднократно выезжал в Германию, Францию, Австрию, Нидерланды и Чехословакию.
Член бельгийской группы Кента (Анатолия Гуревича). Подготовил ряд радистов группы Винтеринка для расширяющейся сети организации. Арестован гестапо 30 июня 1942 года в Брюсселе. Дав согласие на радиоигру, передал в Центр сигнал тревоги и 18 ноября бежал. Участвовал в движении сопротивления в Бельгии. В октябре 1945 года через советского уполномоченного по репатриации был переправлен в Париж, а оттуда под видом репатрианта — в Москву. В 1946 году репрессирован: находился в заключении до 1955 года. С 1955 года проживал в ГДР, где работал техником радиовещания.